# Alexandra Teatro

El Alexandra Teatro o Teatro Alexandra es una sala escénica ubicada en los Cines Alexandra de Barcelona, creada en 2010 por parte de los directores de este espacio (Ramon Colom) y del Teatreneu (Josep Salvatella). 

## Una gestión variada
La inauguración tuvo lugar el día 8 de julio con el espectáculo Hermanos de baile, dirigido por el bailaor Raúl Ortega.
Su programación se centraba en el humor, ofreciendo monólogos y espectáculos de magia, y también acogiendo el programa Visto lo visto TV, que tiene lugar en su sala principal.
En 2013 debido a la crisis y a una no muy óptima gestión financiera por parte de sus propietarios, los cines Alexandra cerraron sus puertas. 